# Night Train (EP)
Pour les articles homonymes, voir Night train.
Albums de Keane
Perfect Symmetry
(2008) Strangeland
(2012)
Night Train est un maxi du groupe Keane enregistré durant la tournée mondiale de leur album Perfect Symmetry et sorti le 10 mai 2010.

## Enregistrement
L'enregistrement s'est déroulé dans divers studio durant la tournée mondiale de Perfect Symmetry. Il contient notamment 3 duos avec des personnes ayant un style musical très différent du groupe, tel que le rappeur canadien K’Naan et la rappeuse japonaise Tigarah.

## Réception
John Aizlewood du Q magazine qualifie l'album d'« étonnamment efficace pour un album bouche-trou »,.

## Liste des pistes
| No | Titre                                                      | Durée |
| -- | ---------------------------------------------------------- | ----- |
| 1. | House Light                                                | 1:23  |
| 2. | Back in Time                                               | 3:52  |
| 3. | Stop For a Minute (avec K'Naan)                            | 4:06  |
| 4. | Clear Skies                                                | 4:53  |
| 5. | Ishin Denshin (You've Got to Help Yourself) (avec Tigarah) | 3:56  |
| 6. | Your Love                                                  | 4:36  |
| 7. | Looking Back (avec K'Naan)                                 | 3:46  |
| 8. | My Shadow                                                  | 4:49  |

### Traduction
1. ↑  (en) « surprisingly effective between-albums stop-gap »